# Trois couleurs: Rouge
Trois Couleurs: Rouge (titulada Rouge en Argentina y Tres Colores: Rojo en España) es una película de misterio romántico dramático psicológico artística helvética-polaca-francesa coescrita, producida y dirigida por el director polaco Krzysztof Kieślowski. Es la culminación, estrenada en 1994, de la trilogía basada en las colores y refranes de la bandera francesa: Liberté, Égalité, Fraternité. La trilogía de los Tres Colores examina los ideales de la Revolución Francesa al mismo tiempo que en cada una de las películas se va enfatizando uno de los colores con los que esos ideales fueron simbolizados: el azul (libertad), el blanco (igualdad) y en este filme, el rojo (fraternidad).
Es la última entrega de la trilogía Tres Colores, que examina los ideales revolucionarios franceses, está precedido por Azul y Blanco. Kieślowski había anunciado que esta sería su última película, lo que se hizo trágicamente cierto con la repentina muerte del director en 1996. Rojo trata sobre la fraternidad, que examina mostrando personajes cuyas vidas se van interconectando poco a poco, formándose vínculos entre dos personajes que parecen tener poco en común.
Fue estrenada con elogios universales de la crítica y fue nominada a tres premios de la Academia , incluido el de Mejor Director para Kieślowski. También fue seleccionada como la candidata suiza a la Óscar a la mejor película internacional en la 67ª edición de los Premios de la Academia , pero fue descalificada por no ser una producción mayoritariamente suiza. La película también sustenta el puntuación rara de 100% de aprobación en ambos Rotten Tomatoes y Metacritic siendo así, la película más bien recibida de los años 90 . Desde entonces ha sido ampliamente considerada como la mejor película de la trilogía, el magnus opum de Kieślowski, una de las mejores películas de 1994, de los años 1990, del siglo XX y de todos los tiempos, así como una de las más grandes películas francófonas jamás realizadas.

## Reparto
- Jean-Louis Trintignant: Joseph Kern (el juez)
- Irène Jacob: Valentine Dussaut
- Jean-Pierre Lorit: Auguste Bruner
- Frederique Feder: Karin

## Argumento
La historia se desarrolla en la ciudad de Ginebra, Suiza. El filme comienza con el seguimiento de una llamada telefónica entre Valentine Dussaut, una inocente estudiante universitaria que trabaja de medio tiempo como modelo, y su altamente posesivo novio, Michel. Después de eso, posa en una sesión de fotos publicitaria para una marca de goma de mascar y durante la sesión el fotógrafo le pide que luzca muy triste. Por otro lado,  mientras va caminando de vuelta a su casa, Auguste Bruner, vecino de Valentine y estudiante de leyes, deja caer una serie de libros, se da cuenta de que un capítulo especial del Código Penal quedó abierto al azar, y se concentra en ese pasaje. Esa misma noche, mientras conduce en la lluvia, Valentine atropella por accidente a un perro, y al ver que tiene una placa (la cual revela que es una hembra llamada Rita), le sube a su auto y va hasta la casa de su dueño, el juez Joseph Kern, ya retirado pero soltero. Este reacciona con indiferencia y frialdad, y cuando Valentine le pregunta qué debe hacer con Rita, le responde que puede hacer lo que le plazca, y que él no la quiere. Valentine decide llevarla al veterinario, donde descubren que está preñada, y una vez que la curan, se la lleva a su casa.
Al día siguiente, mientras Valentine va de paseo con Rita, esta se escapa y, tras perseguirla por toda la ciudad, finalmente la encuentra frente a la casa del juez Kern. Allí Valentine descubre que Kern espía las conversaciones telefónicas privadas de sus vecinos. Valentine amenaza con denunciar a Kern a sus vecinos y en un principio se decide a hacerlo, pero luego se arrepiente. Kern le dice a Valentine que no hará ninguna diferencia que ella lo denuncie por su espionaje, pues las vidas de la gente que escucha se convertirán en un infierno de todos modos. Valentine se va enfurecida diciendo que ella no siente nada más que lástima por él.
Mientras está en la casa del juez, Valentine escucha una conversación telefónica entre su vecino, Auguste Bruner, y su novia, Karin, los que se citan en los bolos. Valentine se tapa los oídos pero a partir de lo poco que oye, concluye que se aman. Kern está de acuerdo. Esa noche Valentine está sola en casa y espera que Michel la llame, pero en su lugar la llama el fotógrafo, diciendo que su cartel está listo e invitándola a jugar bolos para celebrar. Más tarde, Auguste le cuenta a Karin que pasó su examen final, y revela que la respuesta a la pregunta decisiva estaba en la página que quedó abierta cuando dejó caer sus libros. Karin le regala una pluma estilográfica como regalo y le pregunta cuál es la primera sentencia que firmará con ella. Esa noche, Kern escribe una serie de cartas a sus vecinos entregándose, y la comunidad presenta una querella en su contra. En los tribunales de justicia, Kern ve a Karin con otro hombre. Justo antes, Auguste había perdido una llamada de Karin y tratado de contactarla, pero no tuvo más noticias de ella
Valentine lee en el diario la noticia de un juez retirado que espiaba a sus vecinos, y se va donde Kern para decirle que ella no lo denunció. Él confiesa que se entregó él mismo, solo para ver cómo reaccionaría ella. Él la hace pasar y le muestra que Rita ha tenido siete cachorros. Él le dice que en su última conversación, ella habló sobre lástima, pero que más tarde él concluyó que en realidad era repugnancia. Se pregunta por qué las personas obedecen las leyes y concluye que a menudo es más por razones egoístas y por temor que por querer obedecer la ley o ser decente. Kern le cuenta a Valentine que es su cumpleaños y juntos beben un par de copas. Durante su conversación, el juez recuerda el caso de un marinero que absolvió hace mucho tiempo, solo para más tarde darse cuenta de que había cometido un error, y que el hombre era culpable. Sin embargo, el hombre más tarde se casó, tuvo hijos, nietos y vive en paz y feliz. Valentine dice que él hizo lo que tenía que hacer, pero Kern se pregunta cuántas otras personas que él absolvió o condenó podrían haber tenido una vida diferente si hubiera decidido otra cosa. Valentine le cuenta a Kern que tiene previsto viajar a Inglaterra para visitar a su novio. Kern le sugiere que tome el ferry.
Mientras tanto, Auguste, no ha podido contactar a Karin desde su graduación, así que va a su casa y la descubre teniendo sexo con otro hombre. Devastado, se va. Días después, Auguste ve a Karin con su nuevo novio en un restaurante, ella se da cuenta de que los observa y corre a buscarlo, pero él se esconde de ella. En un arrebato de furia, Auguste ata a su perro a un muelle y lo abandona. 
Karin es contratada en un servicio meteorológico personalizado por teléfono. El juez Kern llama y pregunta sobre el tiempo en el Canal de la Mancha para la fecha en que Valentine debe viajar a Inglaterra. Karin dice que espera que el clima sea perfecto y revela que ella está a punto de tomar un viaje allí (con su nuevo novio, que es dueño de un yate).
El día antes de la partida de Valentine, ella invita a Kern a un desfile de en el que estará modelando. Después del espectáculo, Kern le cuenta que en un sueño que tuvo con ella, él la veía a los 50 años y feliz con un hombre no identificado. La conversación luego gira en torno a Kern y las razones por las que no le agrada Karin. Kern revela que antes de convertirse en juez, estaba enamorado de una mujer muy parecida a ella, quien lo traicionó por otro hombre. Mientras se preparaba para su examen, una vez que fue al mismo teatro donde había sido el desfile y se le cayó accidentalmente uno de sus libros. Cuando lo recogió, Kern estudió el capítulo que se abrió accidentalmente, que resultó ser la pregunta crucial en su examen. Cuando él rompió con su novia, la persiguió por todo el Canal de la Mancha, pero nunca volvió a verla, porque ella murió en un accidente. Años después, fue asignado para juzgar un caso en que el demandado era el mismo hombre que le había quitado a su novia. Pese a esto, Kern se quedó con el caso, ya que solo él sabía de su conexión personal con el hombre, y lo declaró culpable. El juicio fue legal, pero posteriormente renunció a su cargo.
Valentine toma su ferry a Inglaterra junto con Auguste (que lleva consigo al perro que había abandonado), aunque los dos nunca se encuentran. De pronto surge una tormenta, que vuelca el ferry y el pequeño yate en el que viajaban Karin y su novio. Solo siete personas son sacadas con vida del ferry: Un barman inglés llamado Steve Killian y los dos personajes principales de cada película de la trilogía; Julie y Olivier de Azul, Karol y Dominique de Blanco, y Valentine y Auguste, que se reúnen por primera vez. Al igual que en las películas anteriores, la secuencia final de la película muestra a un personaje llorando —en este caso, el juez Kern, al creer a Valentine muerta—, pero la imagen final replica el icónico cartel publicitario de la goma de mascar de Valentine.

## Comentarios
El color rojo se refiere a la fraternidad (fraternité, en francés), tanto en la bandera francesa como en la película. En la película de Kieślowski, en efecto, los personajes que inicialmente no estaban relacionados llegan a estar íntimamente interrelacionados y se crean nexos entre personajes que aparentarían no compartir proyectos.
La localización de las escenas en Ginebra contribuye al tema de la fraternidad, al ser Suiza un país de convivencia lingüística, cultural y religiosa, más aún en la cuna del reformismo de Calvino, cuyas ideas de la predestinación pululan en el personaje del juez. No obstante, el simbolismo del color rojo como parte de los idearios revolucionarios franceses y por ende de la cultura europea y occidental, y que articula la trilogía se amplía a otros ámbitos: los personajes masculinos protagonistas son jueces, y en el protocolo universitario el color rojo se asocia con el Derecho; la escenografía asociada al personaje femenino protagonista se vincula con el rojo como muestra de la habitual representación de este color con la energía vital y con el amor.

## Premios y nominaciones
| Fecha | Premio                                    | Categoría                                                            | Receptor(es)                               | Resultado |
| ----- | ----------------------------------------- | -------------------------------------------------------------------- | ------------------------------------------ | --------- |
| 1994  | Premios del Cine Europeo                  | Mejor película (junto con Tres colores: azul y Tres colores: blanco) |                                            | Nominada  |
| 1994  | Boston Society of Film Critics            | Mejor película extranjera                                            |                                            | Ganadora  |
| 1994  | Los Angeles Film Critics Association      | Mejor película extranjera                                            |                                            | Ganadora  |
| 1994  | Círculo de Críticos de Cine de Nueva York | Mejor película en lengua extranjera                                  |                                            | Ganadora  |
| 1995  | Chicago Film Critics Association          | Mejor película extranjera                                            |                                            | Ganadora  |
| 1995  | Premios César                             | Mejor película                                                       |                                            | Nominada  |
| 1995  | Premios César                             | Mejor director                                                       | Krzysztof Kieślowski                       | Nominado  |
| 1995  | Premios César                             | Mejor actor                                                          | Jean-Louis Trintignant                     | Nominado  |
| 1995  | Premios César                             | Mejor actriz                                                         | Irène Jacob                                | Nominada  |
| 1995  | Premios César                             | Mejor guion                                                          | Krzysztof Piesiewicz, Krzysztof Kieślowski | Nominados |
| 1995  | Premios César                             | Mejor sonido                                                         | William Flageollet, Jean-Claude Laureux    | Nominados |
| 1995  | Premios César                             | Mejor banda sonora                                                   | Zbigniew Preisner                          | Ganador   |
| 1995  | Premios Óscar                             | Mejor director                                                       | Krzysztof Kieślowski                       | Nominado  |
| 1995  | Premios Óscar                             | Mejor guion original                                                 | Krzysztof Piesiewicz, Krzysztof Kieślowski | Nominados |
| 1995  | Premios Óscar                             | Mejor fotografía                                                     | Piotr Sobocinski                           | Nominado  |
| 1995  | Premios BAFTA                             | Mejor película en lengua no inglesa                                  |                                            | Nominada  |
| 1995  | Premios BAFTA                             | Premio David Lean a la mejor dirección                               | Krzysztof Kieślowski                       | Nominado  |
| 1995  | Premios BAFTA                             | Mejor actriz                                                         | Irène Jacob                                | Nominada  |
| 1995  | Premios BAFTA                             | Mejor guion original                                                 | Krzysztof Piesiewicz, Krzysztof Kieślowski | Nominados |
| 1995  | Independent Spirit                        | Mejor película extranjera                                            |                                            | Ganadora  |

## Recepción
La película ha obtenido reseñas universalmente positivas de los críticos y fue incluida en las "100 películas más populares del pasado" del San Francisco Chronicle en 1997. Tiene un índice de aprobación del 100% en Rotten Tomatoes , basado en 63 reseñas, con una calificación promedio de 8,8/10. El consenso crítico de Rotten Tomatoes dice: " Rojo, un retrato complejo, conmovedor y bellamente realizado de vidas interconectadas, es la conclusión cautivadora de una trilogía notable". En Metacritic, se le asignó una puntuación perfecta de 100 sobre 100, basada en 11 críticas, lo que significa "aclamación universal".

## Banda sonora
La banda sonora de Rojo fue compuesta por Zbigniew Preisner. 

### Temas
En inglés
1. "Love At First Sight"
2. "Fashion Show I"
3. "Meeting The Judge"
4. "The Tapped Conversation"
5. "Leaving The Judge"
6. "Psychoanalysis"
7. "Today Is My Birthday"
8. "Do Not Take Another Man's Wife I"
9. "Treason"
10. "Fashion Show II"
11. "Conversation At The Theatre"
12. "The Rest Of The Conversation At The Theatre"
13. "Do Not Take Another Man's Wife II"
14. "Catastrophe"
15. "Finale"
16. "L'Amour Au Premier Regard"